# Constantin Ștefan (antrenor de handbal)
Constantin Ștefan (n. 10 ianuarie 1968, București) este un antrenor român de handbal. În prezent el este antrenor al echipei HCM Râmnicu Vâlcea, fiind la prima experiență în calitate de antrenor al unei echipe feminine.
El a antrenat până în prezent numai echipe de handbal masculin, precum HC Odorheiu Secuiesc, HCM Constanța, U Cluj, Poli Timișoara și Dinamo, cu ultima echipă precizată a reușit să se poziționeze pe locul al 3-lea al Ligii Naționale de handbal masculin, sezonul trecut.
În sezonul 2004/05, a reușit să câștige titlul național în calitate de antrenor principal al echipei Dinamo București.